# Морини
Морините са едно от племената от групата на белгите по време на Римската империя. За техния език е известно много малко, докато за един от градовете им, дн. Булон сюр мер, се знае, че по-късно е наричан Бонония (от Зосим) и Бонен – през Средновековието. Зосим споменава долногерманското име на града, Bononia germanorum. Техният селищен център по време на Римската империя е Тарвана или Тервана (съвременният град Теруан (Терваан на холандски) в северна Франция). Тер е днешната холадска дума за „при, край“, вана вероятно е старото име на местната река, наричана днес Малък Лис, приток на Шелда.
Заедно с менапиите, морините са споменати в Записки за Галската война на Юлий Цезар.

## Етимология
Името на племето произлиза от протоиндоевропейската дума mor-i, която означава „море“, или „езеро“. Думата се появява в повечето протоиндоевропейски езици като mori или mari (виж Арморика). Протофламандската дума за полдер е moer (мн.ч.: moeren). Част от граничната област между Франция и Белгия днес е наричана Les Moëres (на френски) или De Moeren (на фламандски). Името морини вероятно се отнася за солените тресавища в района, а не за самото море. Окончанието „-ин“ в морини най-вероятно е немска форма за мн. число (подобна на староанглийската). На съвременен език морини би означавало „хората от полдерите“.

## Местоположение
Племето обитава низините и крайбрежието на Северно море, в района на Фландрия (по-точно днешната провинция Западна Фландрия в Белгия и департаментите Нор и Па дьо Кале в най-северната част на Франция). Думата „Фландрия“ (Flanders) е съкратена форма от „залети земи“ (flooded lands) и се отнася за северната част на територията на морините.

## Култура
Племето строи къщите си на самия бряг на полдерите, култивирани земи, постепенно отводнявани за нуждите на увеличаващото се земеделие, както и на изкуствени хълмове, наричани „пол“ или „терп“ (pol, terp), издигнати в самите полдери. Все още могат да се видят останки от тези хълмове, както и от диги и дренажи, например в природния резерват "Uitkerkse Polder".
Морините са добри земеделци, тъй като полдерите са доста плодородни и търгуват с други племена, като бритите от Кент и батавите от земите на дн. Холандия.

## История
Цезар силно се е интересувал от тази част на територията на морините, сега известна като региона на Кале, от която преминаването на протока до Британия е най-кратко. Той дава някои доста интересни детайли: Територията им включва няколко административни района („паги“, на латински: pagus), които очевидно могат да взимат собствени решения. Морините имат няколко пристанища, като Порт Иций (на латински: Portus Itius), който вероятно е днешния град Булон сюр мер, е само едно от тях. В същото време, Цезар възнамерява да вдъхне голям страх на северните морини, за да не го атакуват. Територията на племето, както и тази на менапиите, e добре защитена от мочурища и гори и неподходяща за римската тактика. Опасностите надминават облагите от покоряването на тези, икономически не толкова изгодни, райони. Морините се оттеглят във или зад мочурищата, където са недостижими за римската армия. Тази тактика е успешна през 56 г. пр.н.е., когато есента се оказва доста влажна. На следващата година обаче, която е доста по-сушава, тактиката се проваля. През 55 г. пр.н.е. Тит Лабиен засилва римския контрол върху стратегически по-важната западна част от територията на племето. На следващата година, Цезар оставя за презимуване в района един легион, воден от легата Кай Фабий. През 53 г. пр.н.е. морините се съюзяват най-вероятно с менапиите, под ръководството на Атребат Комий. По време на голямото галско въстание, водено от Верцингеторикс, племето изпраща контингент от около 5000 (или 7000) души към подкреплението, което трябва да освободи обсадената Алезия. Морините би трябвало да са участвали, заедно с други крайбрежни племена (лексовии, намнити, амбилиати, диаблинти и менапии) и племена от Британия, и във въстанието на венетите. На теория, посочените племена участват в търговията с южна Британия – дейност, която иска самия Цезар. Въпреки че римляните побеждават морините, те успяват да завладеят само част от територията им – около дн. град Кале. Останалите земи са присъединени от император Август между 33 и 23 г. пр.н.е. и териториите на племето стават част от римската провинция Галия Белгика.
Морините са покръстени в християнството от св. Викторик, св. Фулциан и св. Гентиан, а през 7 век цялата област е похристиянчена отново от св. Одомар.

## Съвременните морини
Племето днес се е запазило в жителите на съвременната белгийска провинция Западна Фландрия, която съответства доста точно на земите на морините. Хората в провинцията говорят отделен и труден диалект (т.н. западнофламандски език, на нидерландски: West-Vlaams) на холандския език. Според Стивън Опенхаймер, техният генетичен код на практика е идентичен с този на жителите на Кент в югоизточна Британия.